# フォレスト郡 (ミシシッピ州)
フォレスト郡（英: Forrest County）は、アメリカ合衆国ミシシッピ州南部の郡である。人口は7万8158人（2020年）。郡庁所在地はハッティズバーグであり、同郡で人口最大の都市である。フォレスト郡は1908年にペリー郡の西部が分離して設立された。郡名は南北戦争のときに南軍の将軍であり、後にクー・クラックス・クランの初代グランド・ウィザードになったネイサン・ベッドフォード・フォレストに因んで名付けられた。
フォレスト郡はハッティズバーグ都市圏に属している。

## 地理
アメリカ合衆国国勢調査局に拠れば、郡域全面積は470.17平方マイル (1,217.7 km2)であり、このうち陸地466.58平方マイル (1,208.4 km2)、水域は3.59平方マイル (9.3 km2)で水域率は0.76%である。

### 主要高規格道路
- 州間高速道路59号線
- アメリカ国道11号線
- アメリカ国道49号線
- アメリカ国道98号線
- ミシシッピ州道13号線
- ミシシッピ州道42号線

### 隣接する郡
- ジョーンズ郡 - 北東
- ペリー郡 - 東
- ストーン郡 - 南
- パールリバー郡 - 南西
- ラマー郡 - 西
- コビントン郡 - 北西

### 国立保護地域
- デソト国立の森（部分）

## 人口動態
以下は2000年国勢調査による人口統計データである。
| 基礎データ - 人口: 72,604人 - 世帯数: 27,183 世帯 - 家族数: 17,315 家族 - 人口密度: 60人/km2（156人/mi2） - 住居数: 29,913軒 - 住居密度: 25軒/km2（64軒/mi2） 人種別人口構成 - 白人: 64.34% - アフリカン・アメリカン: 33.55% - ネイティブ・アメリカン: 0.19% - アジア人: 0.74% - 太平洋諸島系: 0.02% - その他の人種: 0.40% - 混血: 0.75% - ヒスパニック・ラテン系: 1.26% 年齢別人口構成 - 18歳未満: 24.5% - 18-24歳: 18.2% - 25-44歳: 27.6% - 45-64歳: 18.3% - 65歳以上: 11.3% - 年齢の中央値: 30歳 - 性比（女性100人あたり男性の人口） - 総人口: 89.3 - 18歳以上: 85.3 | 世帯と家族（対世帯数） - 18歳未満の子供がいる: 31.0% - 結婚・同居している夫婦: 42.6% - 未婚・離婚・死別女性が世帯主: 17.2% - 非家族世帯: 36.3% - 単身世帯: 28.5% - 65歳以上の老人1人暮らし: 8.8% - 平均構成人数 - 世帯: 2.47人 - 家族: 3.07人 収入と家計 - 収入の中央値 - 世帯: 27,420米ドル - 家族: 35,791米ドル - 性別 - 男性: 28,742米ドル - 女性: 20,500米ドル - 人口1人あたり収入: 15,160米ドル - 貧困線以下 - 対人口: 22.5% - 対家族数: 17.1% - 18歳未満: 28.6% - 65歳以上: 12.8% |

## 都市と町

### 都市
- ハッティズバーグ（小部分がラマー郡） - 郡庁所在地
- ペタル

### 未編入の町
- ブルックリン
- カーンズ
- フルートランドパーク
- マクローリン
- パーマー